# Canal de Uraga
El canal de Uraga (en japonés: 浦贺水道, romanizado: Uraga Suido) es un canal marino o estrecho que conecta la bahía de Tokio con el golfo de Sagami. Es un canal importante para el tráfico marítimo entre Tokio, Yokohama y Chiba con el océano Pacífico.

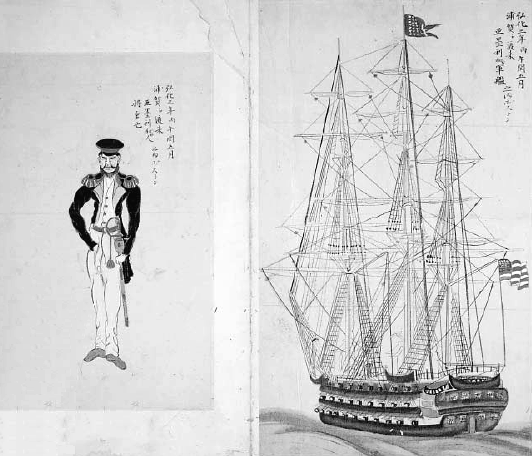
El U.S.S. Vincennes y un marinero norteamericano no identificado en la Bahía de Tokio (entonces conocida como bahía de Edo), en 1846. Realizado por un artista japonés de aquel período.

## Geografía
El canal de Uraga se encuentra en el extremo sur de la bahía de Tokio —con anterioridad a 1868 era conocida como bahía de Edo—, limitado por la península de Boso (prefectura de Chiba) al este y la península de Miura (Kanagawa) al oeste. En un sentido estricto, la bahía de Tokio es la zona al norte de la línea que se trazaría desde el cabo Kannon (観音崎, Kannon-Zaki) en la península de Miura, en un extremo, y el cabo Futtsu (富津岬, Futtsu-Misaki) en la península de Boso en el otro. Esta delimitación supone una superficie de unos 922 km². En un sentido más amplio, la bahía de Tokio se entiende que incluye al canal de Uraga, de este modo la superficie total de la bahía sería 1320 km².
La ciudad de Uraga está situada en el extremo norte del canal en la península de Miura. Debido a su ubicación estratégica en la entrada de la bahía de Edo, Uraga ha sido a menudo el primer punto de contacto entre los buques extranjeros que visitaban la bahía y Japón.
En su parte más estrecha, entre el cabo Kannon y Futtsu, el canal tiene s 6 kmde ancho. Durante el periodo Edo se defendió contra los buques extranjeros con doce baterías de artillería ubicadas en las penínsulas de Boso y de Miura.

## Historia
En 1846, el capitán James Biddle de la Marina de los Estados Unidos ancló los dos barcos de guerra que comandaba, el USS Colón y el U.S.S. Vincennes, en el canal de Uraga a la salida de la bahía de Tokio. Este fue un intento infructuoso por abrir Japón al comercio con los Estados Unidos.
El 14 de julio de 1853, la escuadra del comodoro Perry, que los japoneses llamaban barcos negros, ancló cerca de Uraga, en Kurihama (en la actual Yokosuka en la prefectura de Kanagawa) en la desembocadura del canal.
Cuando regresó la escuadra del comodoro en 1854, sus barcos pasaron de largo por Uraga, yendo a anclar más cerca de Edo, en Kanagawa, que es donde está actualmente la ciudad de Yokohama.
- Datos: Q723431
- Multimedia: Uraga Channel / Q723431